# کامینگتسا پولسکا
کامینگتسا پولسکا (به لهستانی:  Kamienica Polska) یک روستا در لهستان است که در گمینا کامینگتسا پولسکا واقع شده‌است.
 کامینگتسا پولسکا  ۱٬۴۵۶ نفر جمعیت دارد.